# Caseína cinasa 2
La caseína cinasa 2 (EC 2.7.11.1) es una serina/treonina proteína cinasa selectiva conformada por un tetrámero de dos subunidades alfa y dos subunidades beta. Las subunidades alfa poseen el dominio catalítico con actividad cinasa. La caseína cinasa 2 parece estar implicada en el control del ciclo celular, reparación del ADN, regulación de los ritmos circadianos y otros procesos celulares.
La actividad de esta enzima parece ser activada siguiendo la ruta de señalización Wnt. Las proteínas G sensibles a la toxina pertussis parecen actuar como intermediarios entre la activación mediada por Wnt del receptor Frizzled y la activación de la caseína cinasa 2.
Estudios llevados a cabo en ratones knockout han demostrado que, en ratones mutantes en el gen de la caseína cinasa 2, alfa prima presentan un defecto en la morfología del desarrollo de los espermatozoides.